# Badarajana
Badarajana – indyjski starożytny mędrzec (riszi), żył najprawdopodobniej przed IV wiekiem. Według hinduskiej tradycji twórca filozofii wedanty. Autor dzieła Brahmasutra .